# Manbuta ochrosema
Manbuta ochrosema là một loài bướm đêm trong họ Erebidae.